# Lies (Breda)
Lies is een buurtschap in de gemeente Breda in de Nederlandse provincie Noord-Brabant. Het ligt ten zuidwesten van de stad Breda dicht bij de buurtschap Vuchtschoot. De bewoners noemen het zelf vaak Liesbos. Het ligt langs de A58 tussen Breda en Etten-Leur, dicht bij het Liesbos.

## Geschiedenis
Lies houdt het midden tussen een buurtschap en een dorpskern. In 1840 waren er 153 inwoners. In 1929 werd de Pastoor van Arskerk gebouwd. Naast de kerk kwam er een basisschool. Van 1874 tot 1934 was er zelfs een stationnetje: Stopplaats Liesbosch geheten. De verwachte bevolkingsgroei bleef echter uit: tegenwoordig heeft Lies nog ongeveer 100 inwoners. De basisschool en later ook de kerk zijn gesloten. Een gemeenschapshuis is nog wél aanwezig.

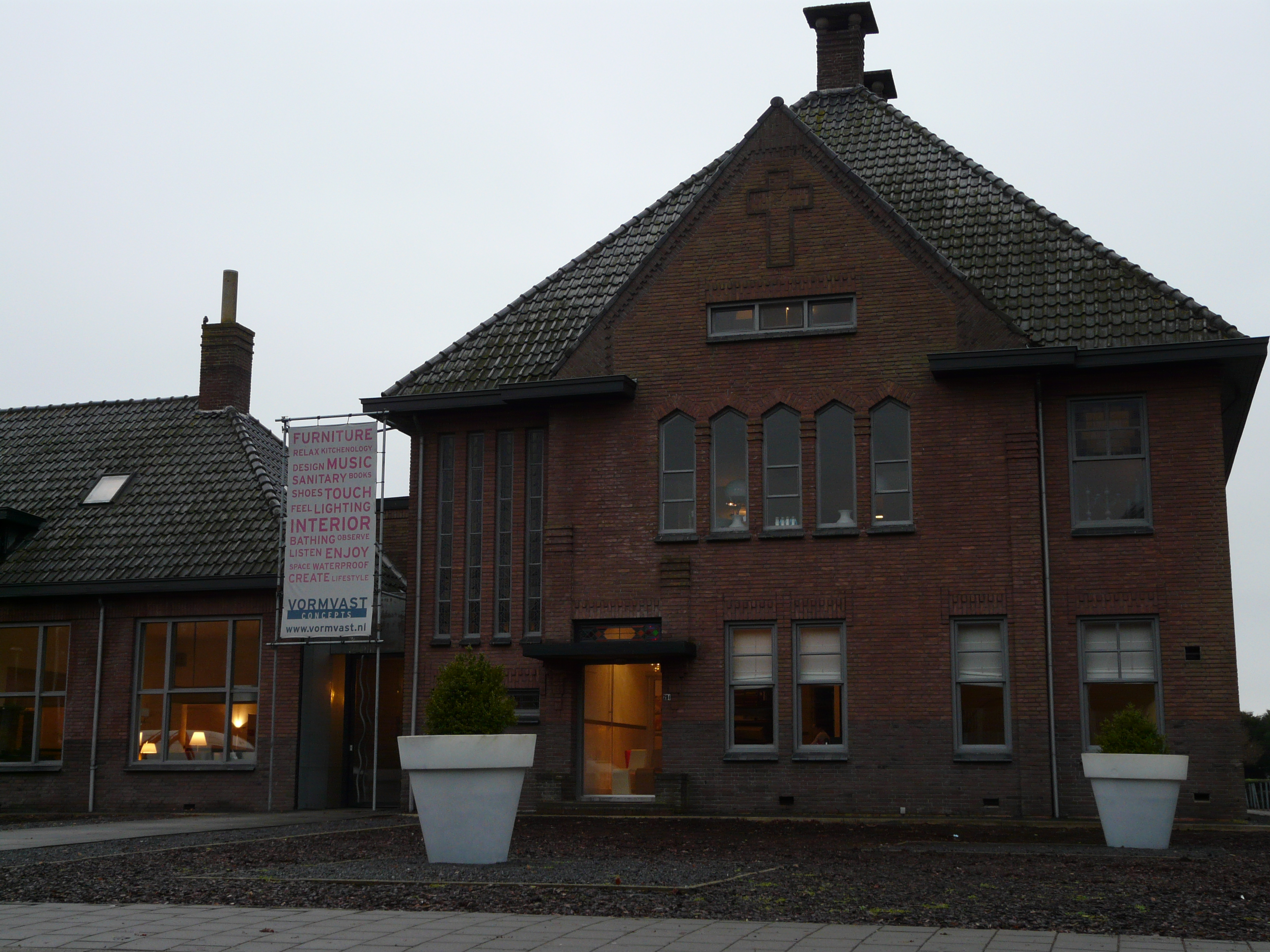
Voormalige basisschool

Lies leeft deels van tuinbouw, maar de nabijheid van het Liesbos zorgde reeds in de 19e eeuw voor toerisme. Zo was er het gerenommeerde familiehotel Huis Ten Bosch dat profiteerde van het stationnetje en van de stoomtram. Vanaf 1904 kwam het gebouw in gebruik als klooster, Huize Liesbosch genaamd. Later werd dit nog een grootseminarie en tegenwoordig is het een verzorgingshuis voor zusters en ouderen.. In 1962 werd aan de Liesdreef Camping Liesbos opgericht. Deze camping bestaat nog steeds.

## Natuur en landschap
Ten noorden van Lies bevindt zich het Liesbos, een oud loofbos met een rijke vegetatie. In oostelijke, zuidelijke en westelijke richting is er land- en tuinbouwgebied. Verder naar het zuiden ligt het natuurgebied De Rith.

## Verenigingen en voorzieningen
Er zijn diverse verenigingen in Lies. Ook wordt er carnaval gevierd. Er is een Gemeenschapshuis Liesbos

## Nabijgelegen kernen
Breda, Effen, Etten-Leur, Princenhage en Prinsenbeek.